# مدن حضرية في إيطاليا

المدن الكبرى في إيطاليا.

المدن الحضرية في إيطاليا (بالإيطالية: città metropolitane d'Italia)‏ هي التقسيمات الإدارية لإيطاليا، مَعْمُولٌ بِها منذ عام 2015، وهي نوع خاص من المقاطعات الفرعية (المقاطعة). تشمل المدينة الحضرية، كما حددها القانون، مدينة أساسية كبيرة والمدن المحيطة الأصغر التي ترتبط ارتباطًا وثيقًا بها فيما يتعلق بالأنشطة الاقتصادية والخدمات العامة الأساسية، فضلاً عن العلاقات الثقافية والسمات الإقليمية.

## تاريخ
عرّف القانون الأصلي لعام 1990 على أنها مدن حضرية كومونات تورينو وميلانو والبندقية وجنوة وبولونيا وفلورنسا وروما وباري ونابولي ومناطقها النائية، مع الاحتفاظ بحق المناطق المتمتعة بالحكم الذاتي في تخصيص مناطق حضرية في أراضيها. في عام 2009، أضافت التعديلات رية قلورية إلى القائمة. المناطق الحضرية التي حددتها مناطق الحكم الذاتي هي: كالياري في سردينيا؛ كاتانيا وميسينا وباليرمو في صقلية.
في 3 أبريل 2014، وافق البرلمان الإيطالي على قانون أنشأ 10 مدن حضرية في إيطاليا، باستثناء مناطق الحكم الذاتي. أُضيفت أربعة آخرين في وقت لاحق. تعمل المدن الكبرى الجديدة منذ 1 يناير 2015.

## المدن الحضرية
| المدينة الحضرية     | المساحة (كم²)           | السكان (مايو 2020) | كثافة سكانية (/كم2) | فعالة منذ     | العمدة                                |
| ------------------- | ----------------------- | ------------------ | ------------------- | ------------- | ------------------------------------- |
| روما العاصمة (Roma) | 5,352 كـم2 (2,066 ميل2) | 4,323,664          | 811                 | 1 يناير 2015  | روبرتو غوالتيري (الحزب الديمقراطي)    |
| ميلانو (Milano)     | 1,575 كـم2 (608 ميل2)   | 3,274,499          | 2,064               | 1 يناير 2015  | جوزيبي سالا (مستقل)                   |
| نابولي ‏ (Napoli)    | 1,171 كـم2 (452 ميل2)   | 3,076,675          | 2,634               | 1 يناير 2015  | غايتانو مانفريدي (مستقل)              |
| تورينو (Torino)     | 6,827 كـم2 (2,636 ميل2) | 2,246,423          | 329                 | 1 يناير 2015  | Stefano Lo Russo (الحزب الديمقراطي)   |
| باليرمو             | 5,009 كـم2 (1,934 ميل2) | 1,245,826          | 250                 | 4 أغسطس 2015  | Roberto Lagalla (اتحاد الوسطيون ‏)     |
| باري ‏               | 3,821 كـم2 (1,475 ميل2) | 1,222,171          | 328                 | 1 يناير 2015  | Antonio Decaro (الحزب الديمقراطي)     |
| كاتانيا ‏            | 3,574 كـم2 (1,380 ميل2) | 1,101,463          | 310                 | 4 أغسطس 2015  | Salvo Pogliese (إخوة إيطاليا)         |
| بولونيا             | 3,702 كـم2 (1,429 ميل2) | 1,017,225          | 274                 | 1 يناير 2015  | Matteo Lepore (الحزب الديمقراطي)      |
| فلورانس (Firenze)   | 3,514 كـم2 (1,357 ميل2) | 1,000,111          | 288                 | 1 يناير 2015  | Dario Nardella (الحزب الديمقراطي)     |
| البندقية (Venezia)  | 2,462 كـم2 (951 ميل2)   | 849,173            | 347                 | 1 يناير 2015  | Luigi Brugnaro (مستقل)                |
| جنوة (Genova)       | 1,839 كـم2 (710 ميل2)   | 831,786            | 457                 | 1 يناير 2015  | ماركو بوتشي (سياسي) (مستقل)           |
| ميسينا ‏             | 3,266 كـم2 (1,261 ميل2) | 618,459            | 192                 | 4 أغسطس 2015  | Federico Basile (مستقل)               |
| Reggio Calabria     | 3,183 كـم2 (1,229 ميل2) | 539,079            | 172                 | 31 يناير 2016 | Giuseppe Falcomatà (الحزب الديمقراطي) |
| Cagliari            | 1,248 كـم2 (482 ميل2)   | 429,667            | 345                 | 1 يناير 2017  | Paolo Truzzu (إخوة إيطاليا)           |